# Клуатр

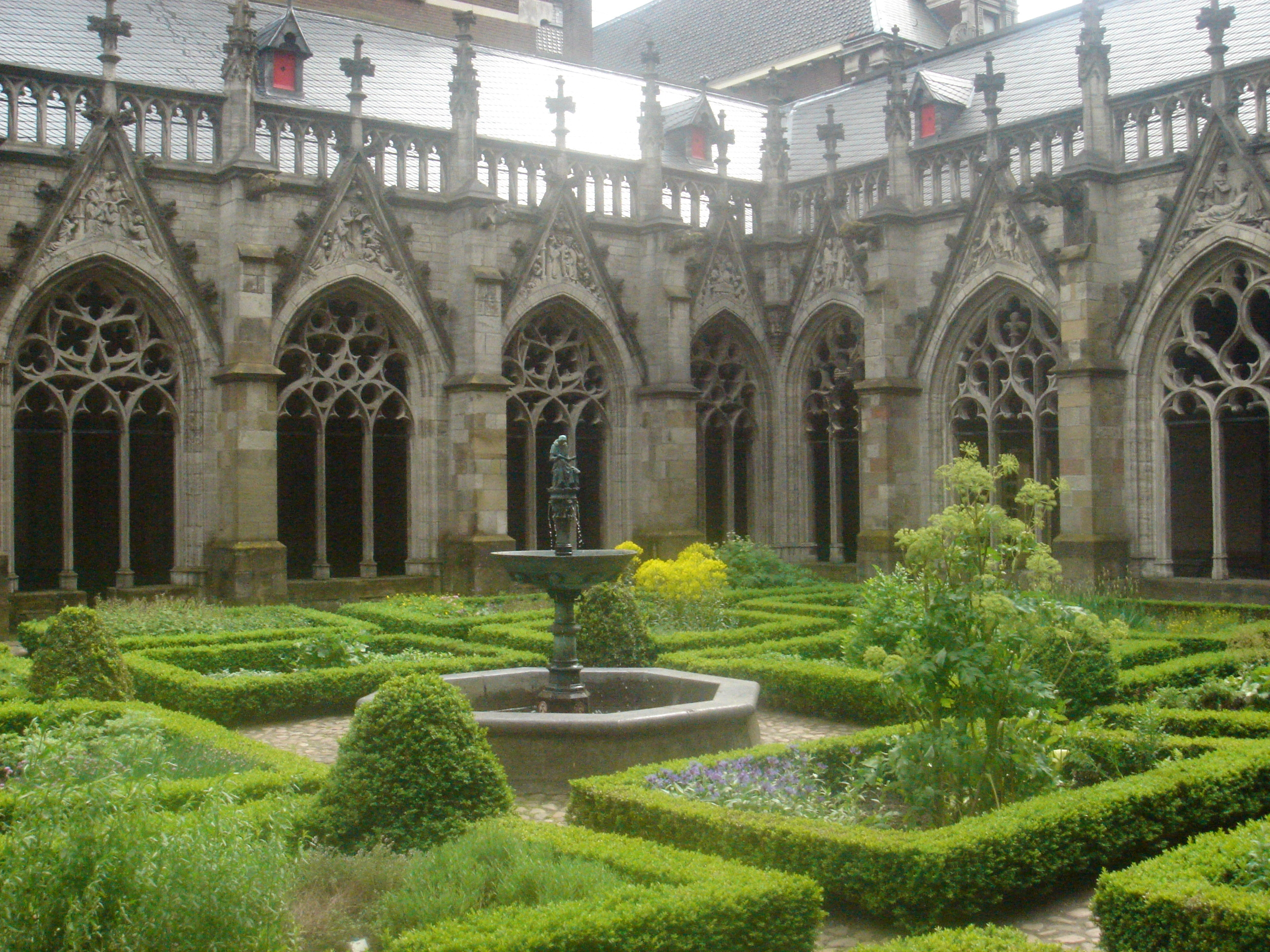
Клуатр у Пандгоф-Домкерк (Pandhof Domkerk), Утрехт

Клуа́тр (від фр. cloître, cloitre), також кро́йцганг (нім. Kreuzgang), кіо́стро (італ. chiostro) — двір католицького монастиря, оточений одно- чи двоярусними галереями або масивною стіною, посеред якого знаходився колодязь. 

## Тлумачення
Звичайно прилягав до південного боку соборної церкви, навколо двору знаходилися дорміторій, будинок абата, трапезна з кухнею, училище, лікарня та господарські споруди. Нерідко звідсіля влаштовувався головний вхід до храм.

## Інші значення
Клуатром також називається галерея, що обрамовувала по периметру велику церкву в романський та готичний періоди або одночасно оточувала монастирський двір.

## Зразки
Найвідоміші клуатри:
- монастиря Санто-Домінго-де-Сілос[en] в іспанській провінції Бургос (1150 р.);
- монастиря у Муассаку у Франції (XIII ст.);
- церкви Санта-Марія-делла-Паче у Римі;
- катедрального собору у Монреале, передмістя Палермо (XII ст.);
- церкви Ла Мерсед (Милосердя) в перуанському місті Куско (1669 р.);
- монастиря Санто-Домінго[en] в мексиканському штаті Оахаке, (XVII ст.)
- монастир домініканців у Львові (XV ст.)
- клуатр музею Метрополітен, Нью-Йорк

## В Україні
- В унікально-архітектурній споруді Чернівецького національного університету наявний клуатр в поєднанні з великим оригінальним курдонером.

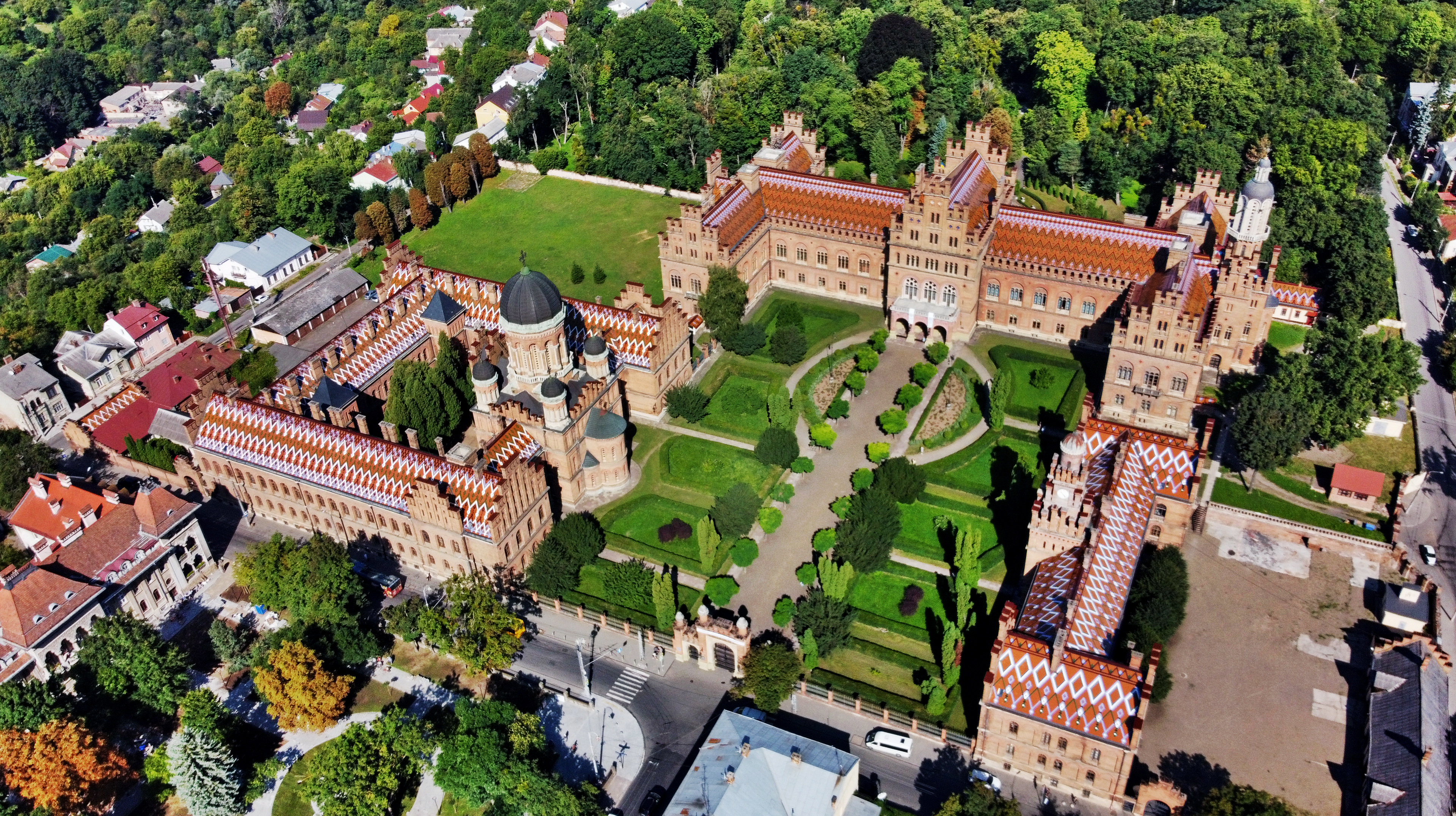
Клуатр (ліворуч) з курдинором в споруді Чернівецького університету

### Київ
- Великий клуатр в Україні представлений головною спорудою Мистецького арсеналу в Києві

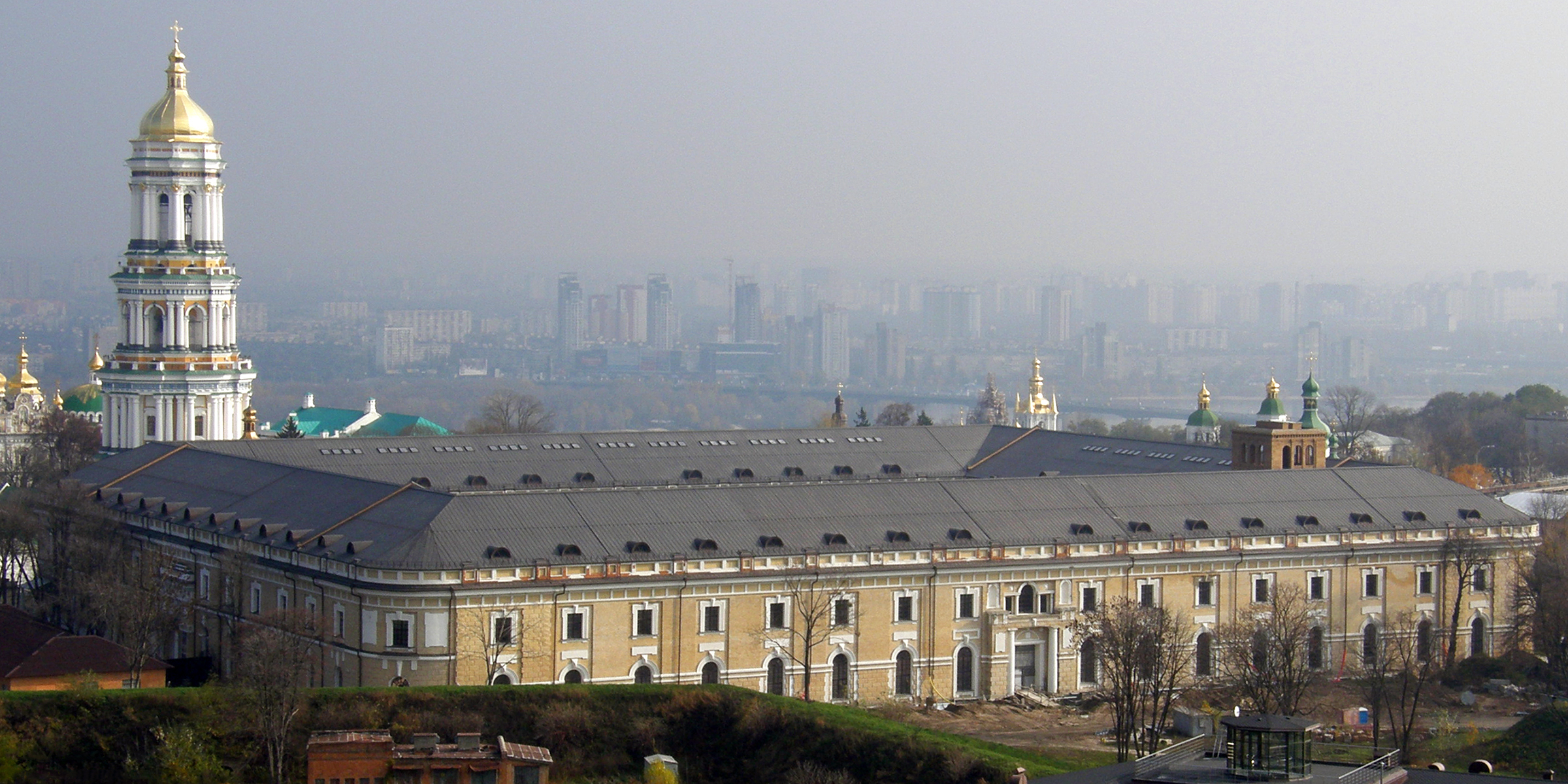
Клуатр Мистецького арсеналу в Києві

- Об'ємний клуатр втілено у головному корпусі Київського національного університету.

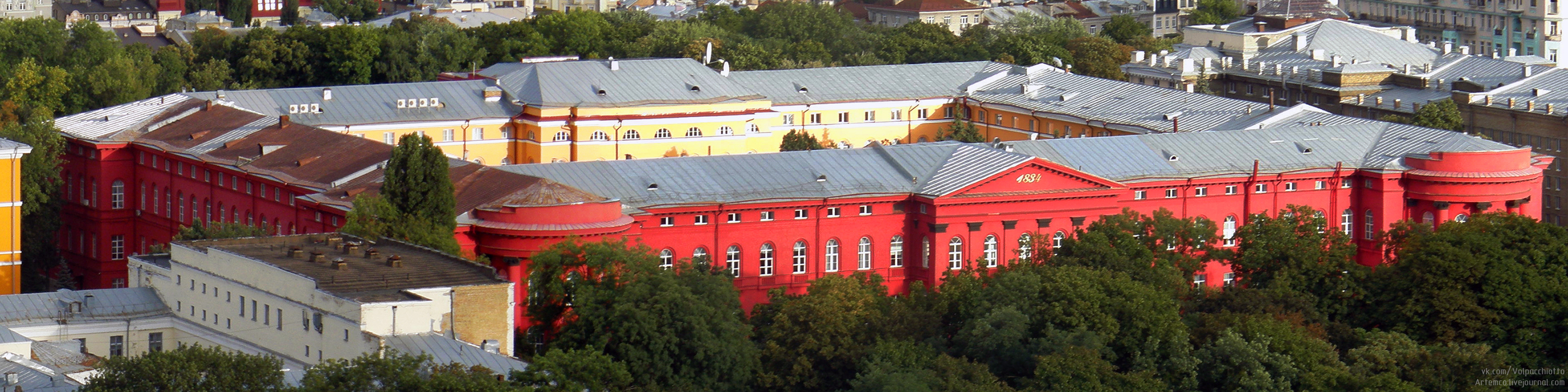
Клуатр Київського національного університету

- Клуатр наявний у споруді Гостиного двору на Подолі у Києві. Наразі приміщення знаходиться у стані реконструкції.

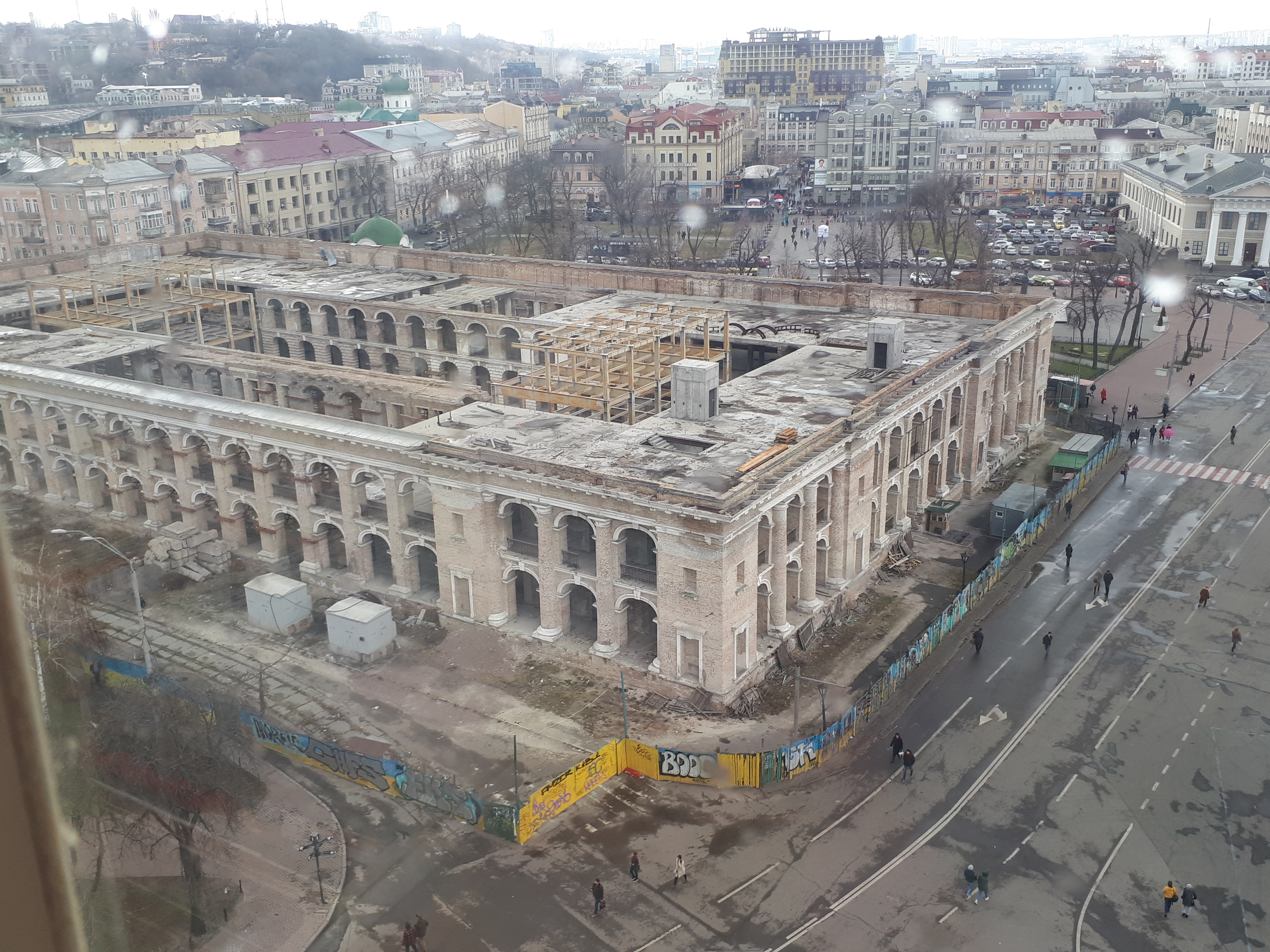
Гостиний двір на Подолі в Києві

## Галерея

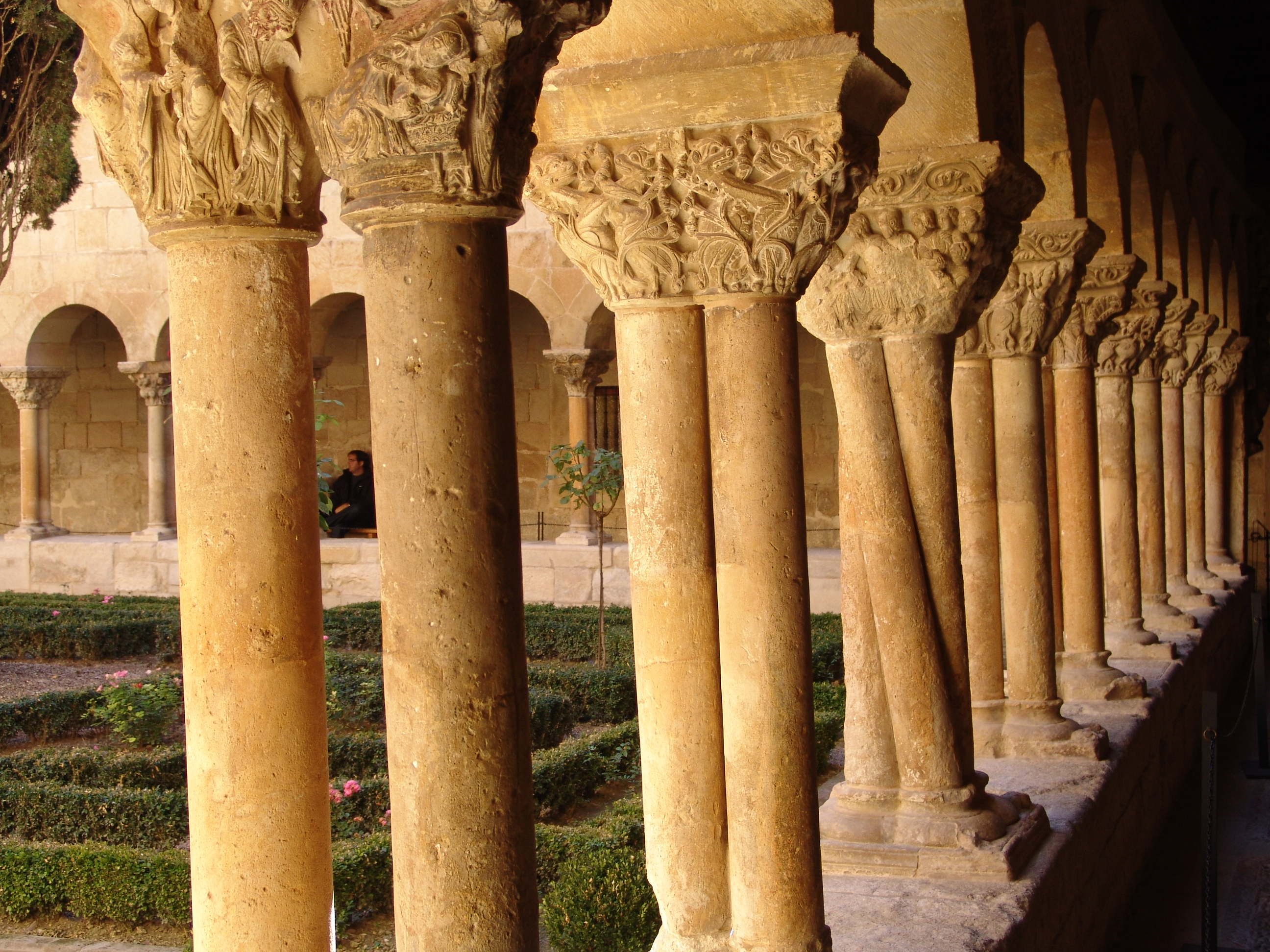
Клуатр Санто-Домінго-де-Сілос
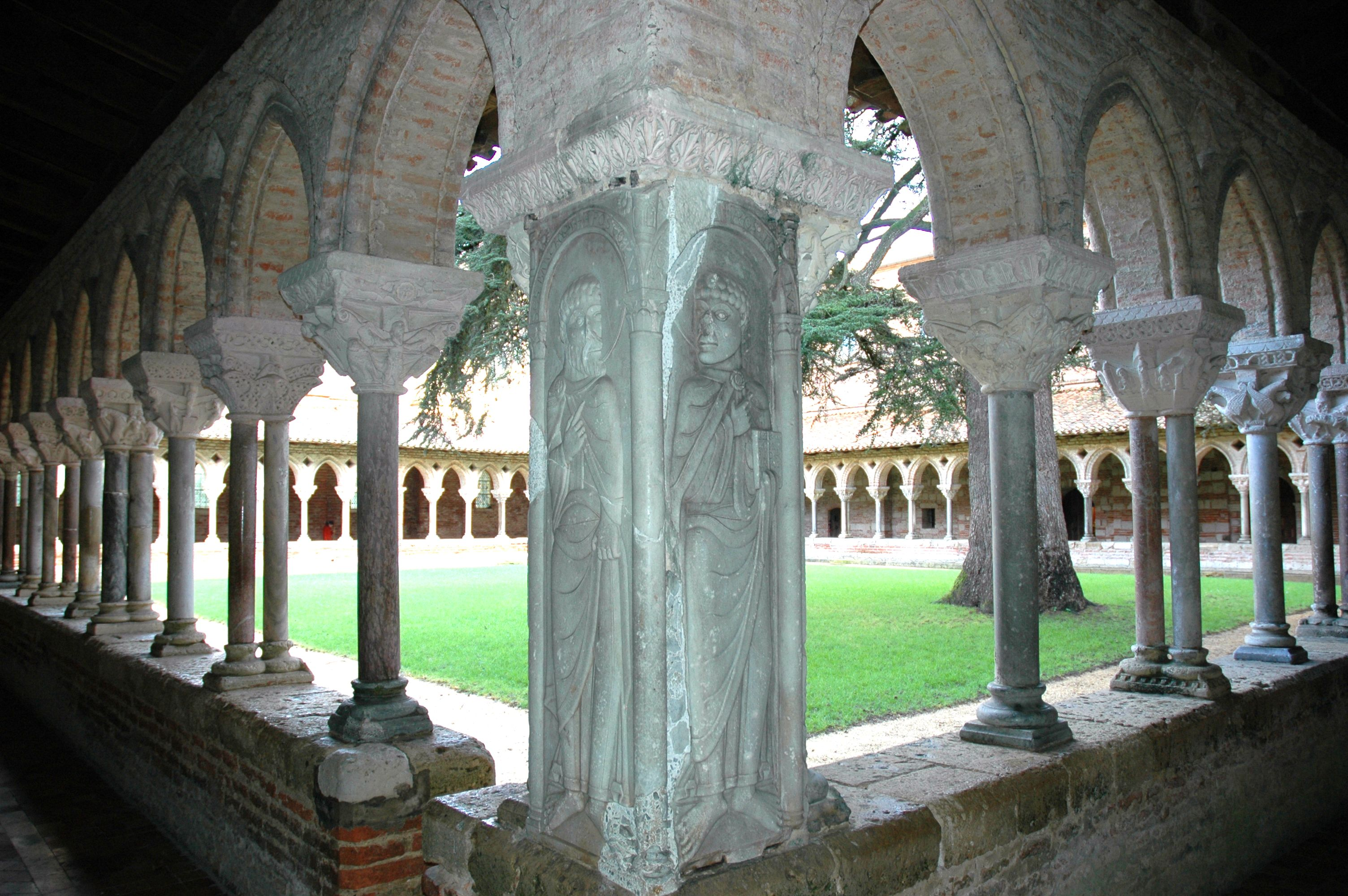
Клуатр Муассак, Франція
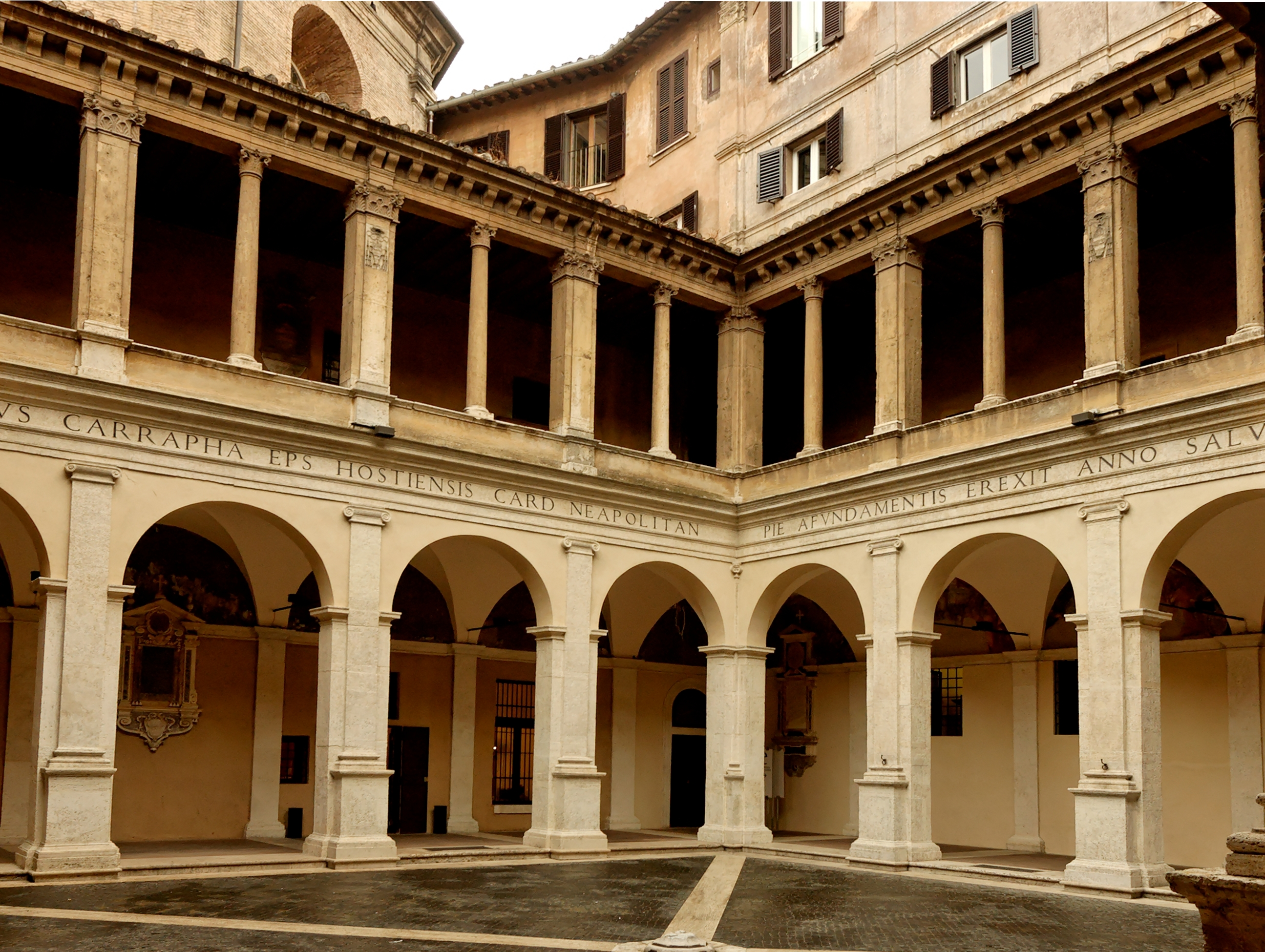
Клуатр церкви Санта-Марія-делла-Паче
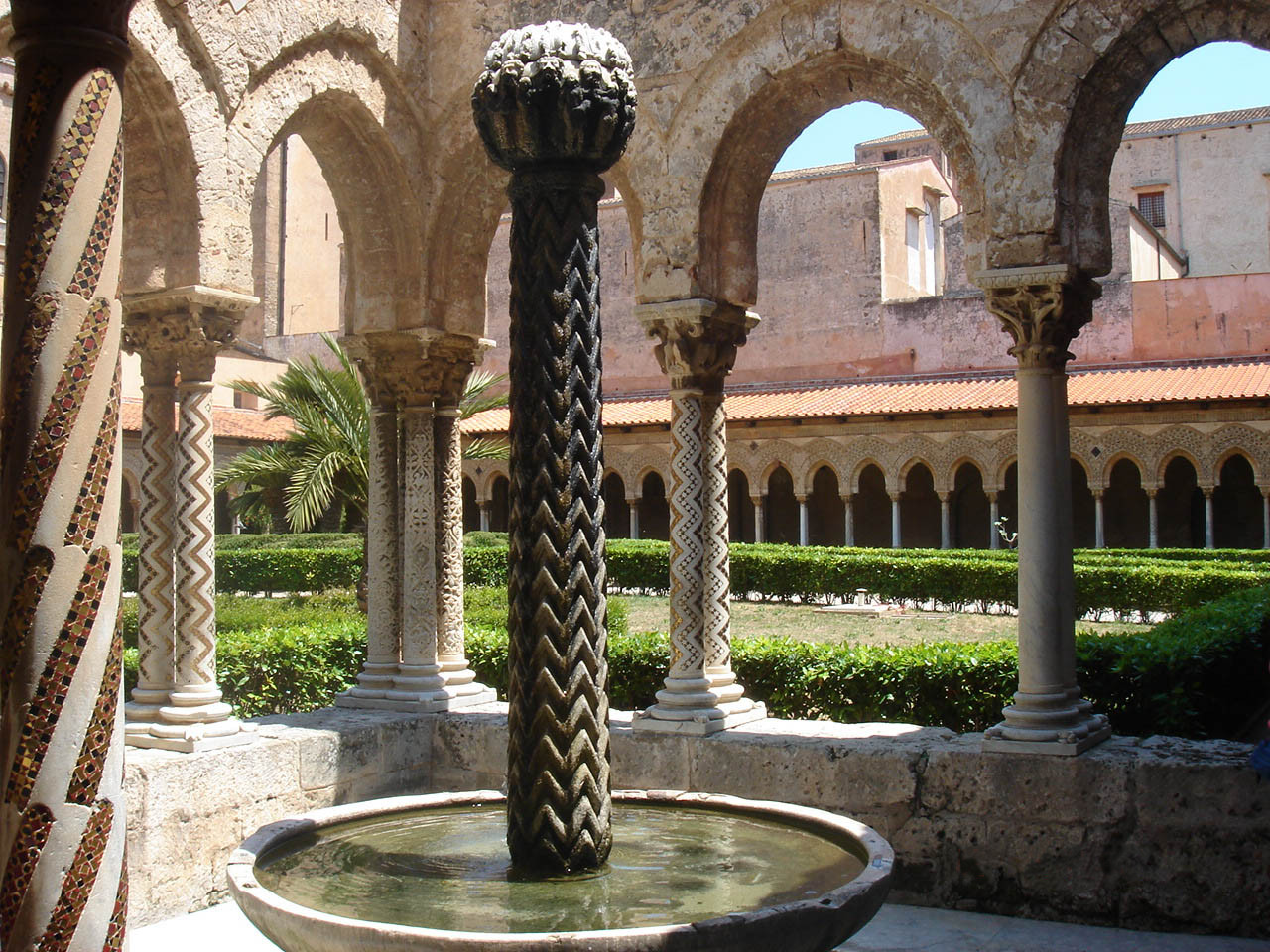
Клуатр кафедрального собору у Монреале, Італія
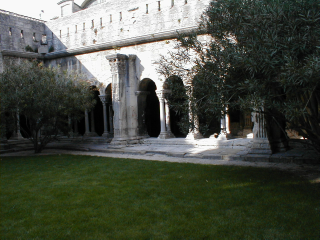
Клуатр в Арлесі, Франція
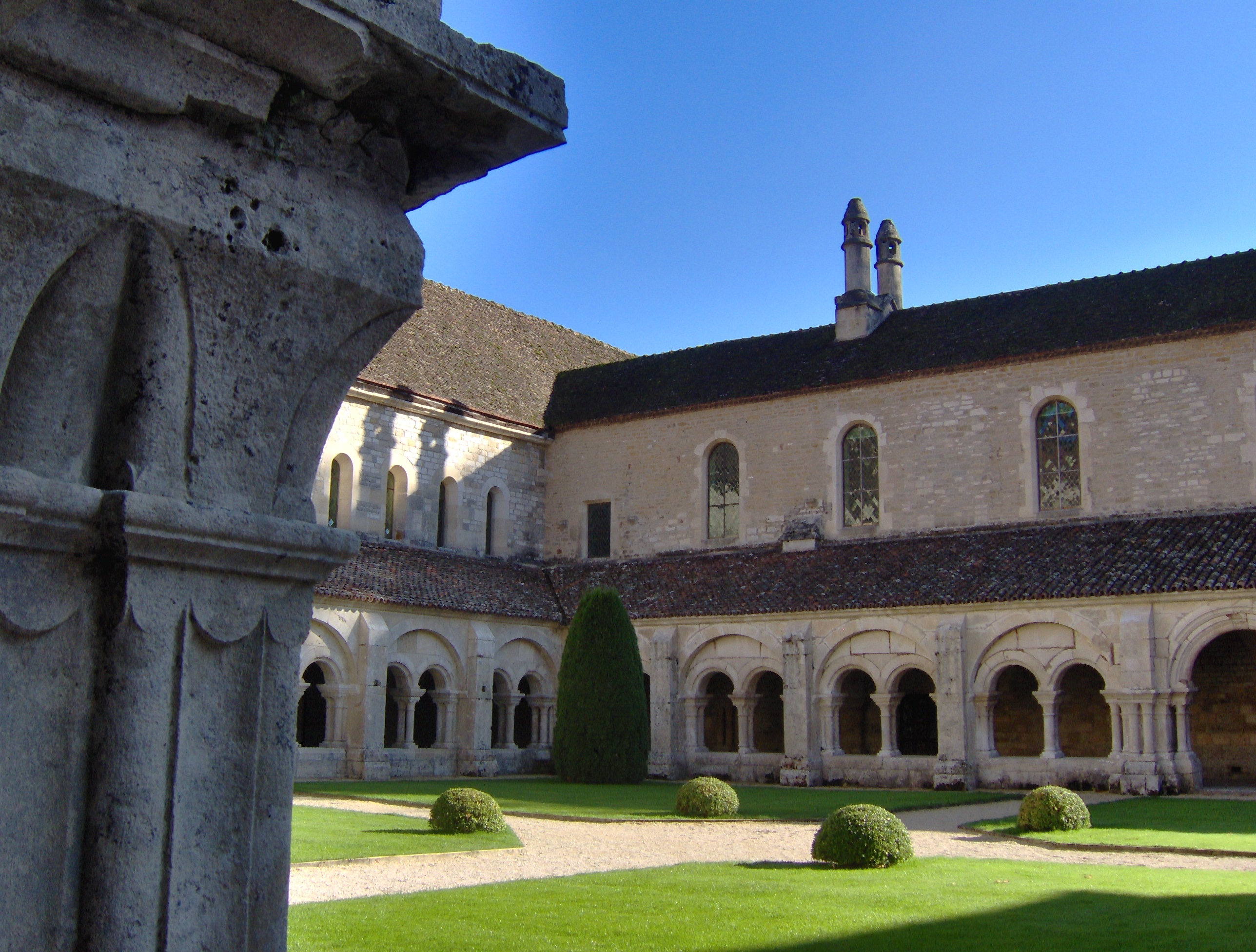
Клуатр абатства Фонтене, Мармань, Франція
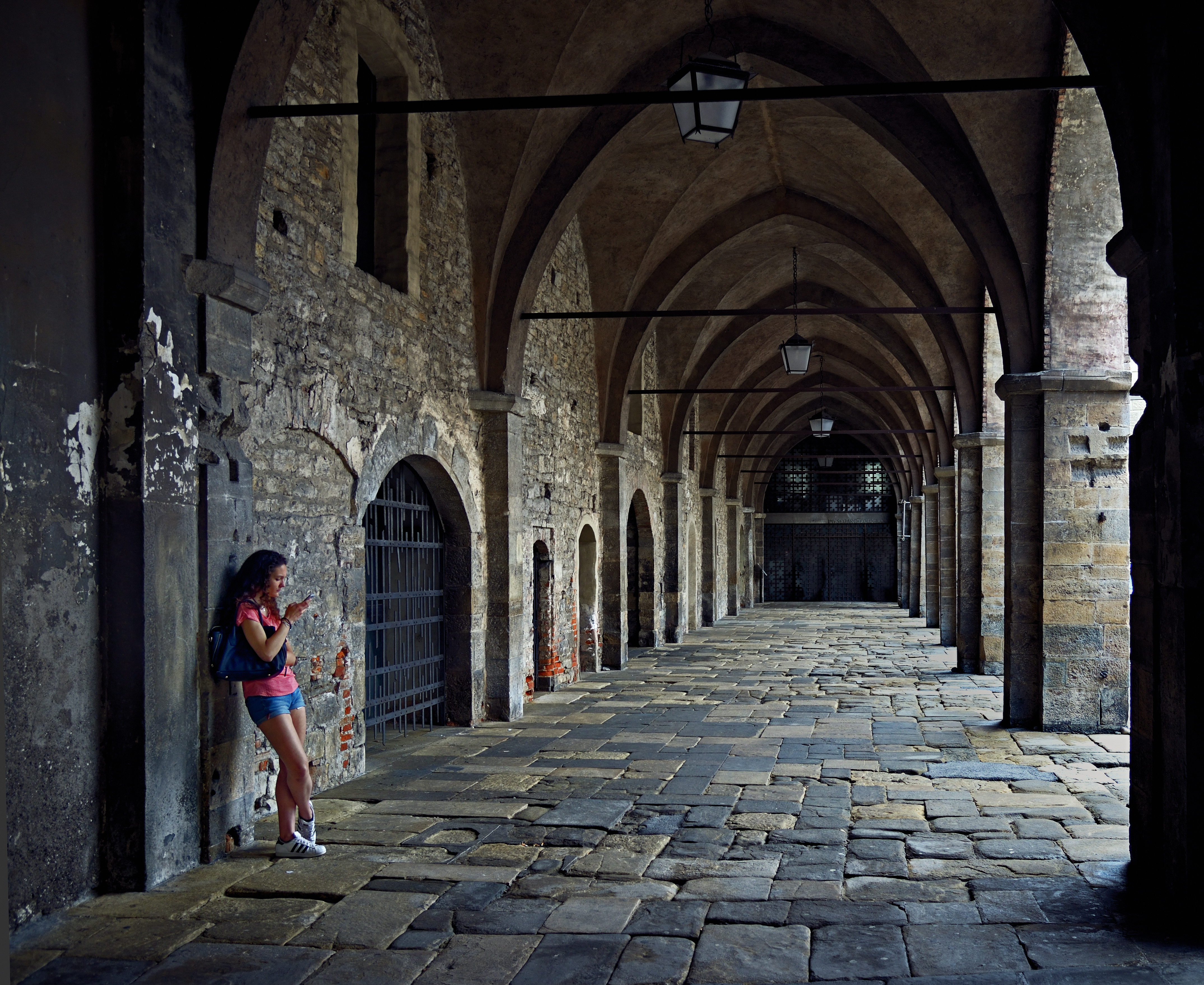
Улуатр університету Бергамо, Італія
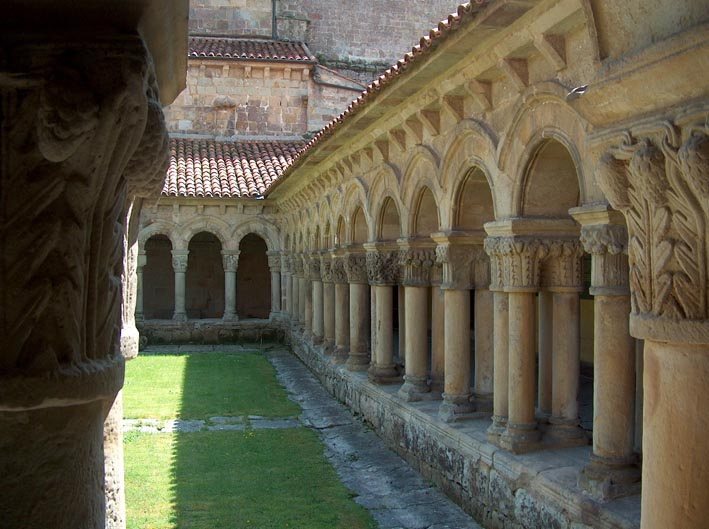
Іспанія
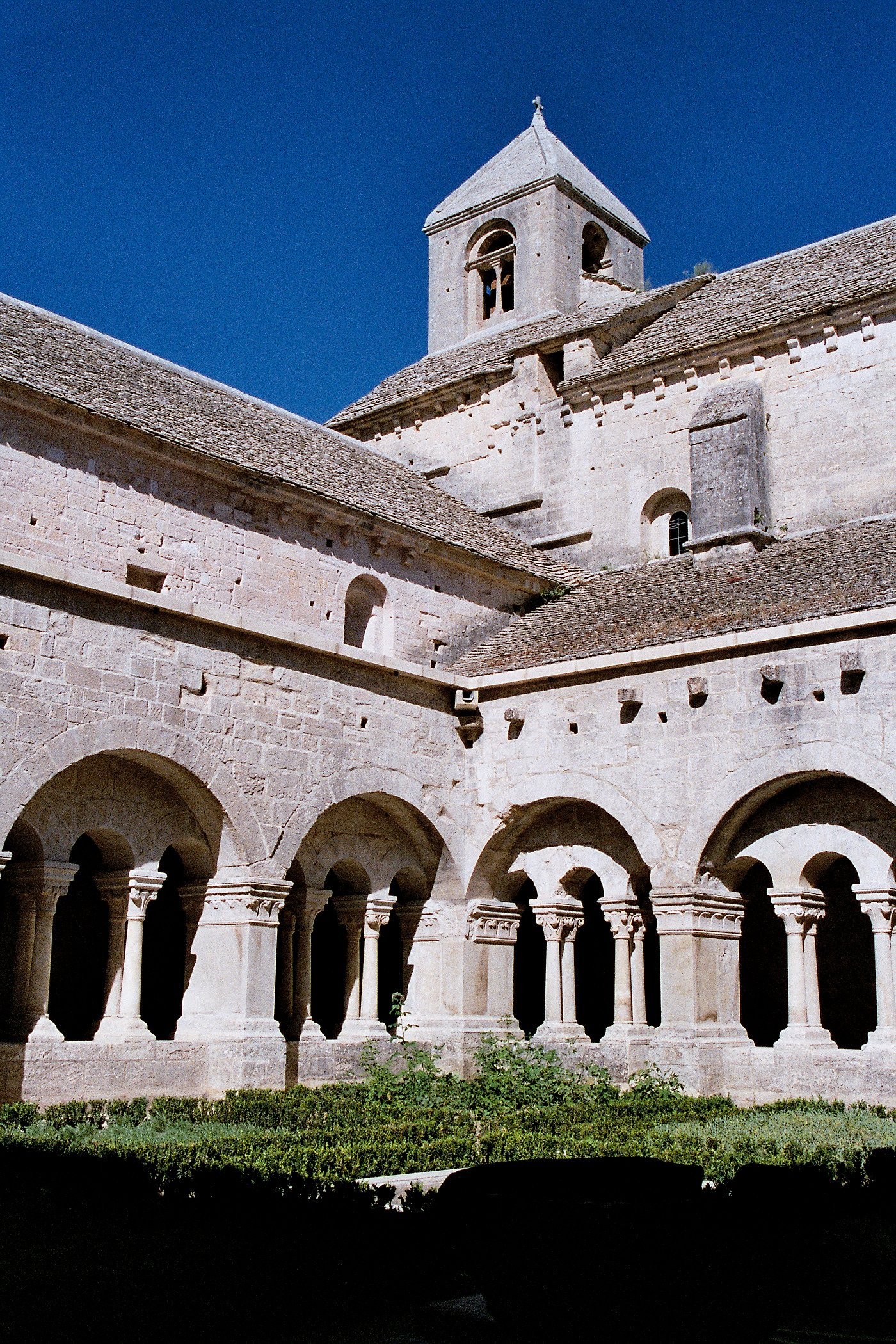
Франція
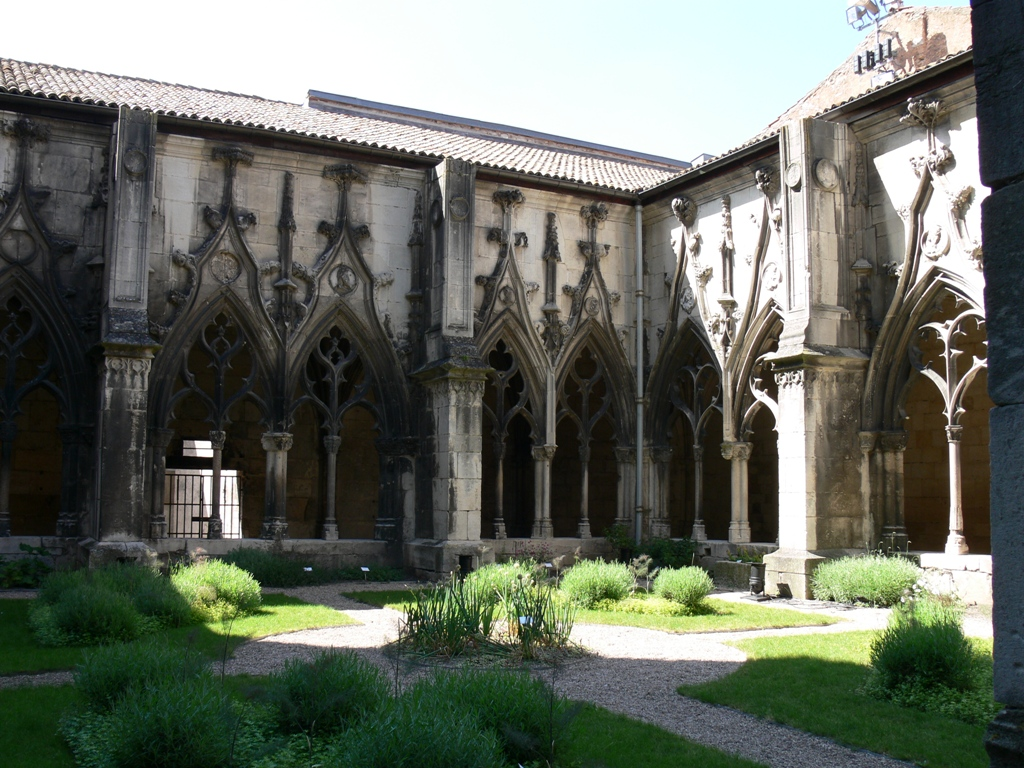
Франція
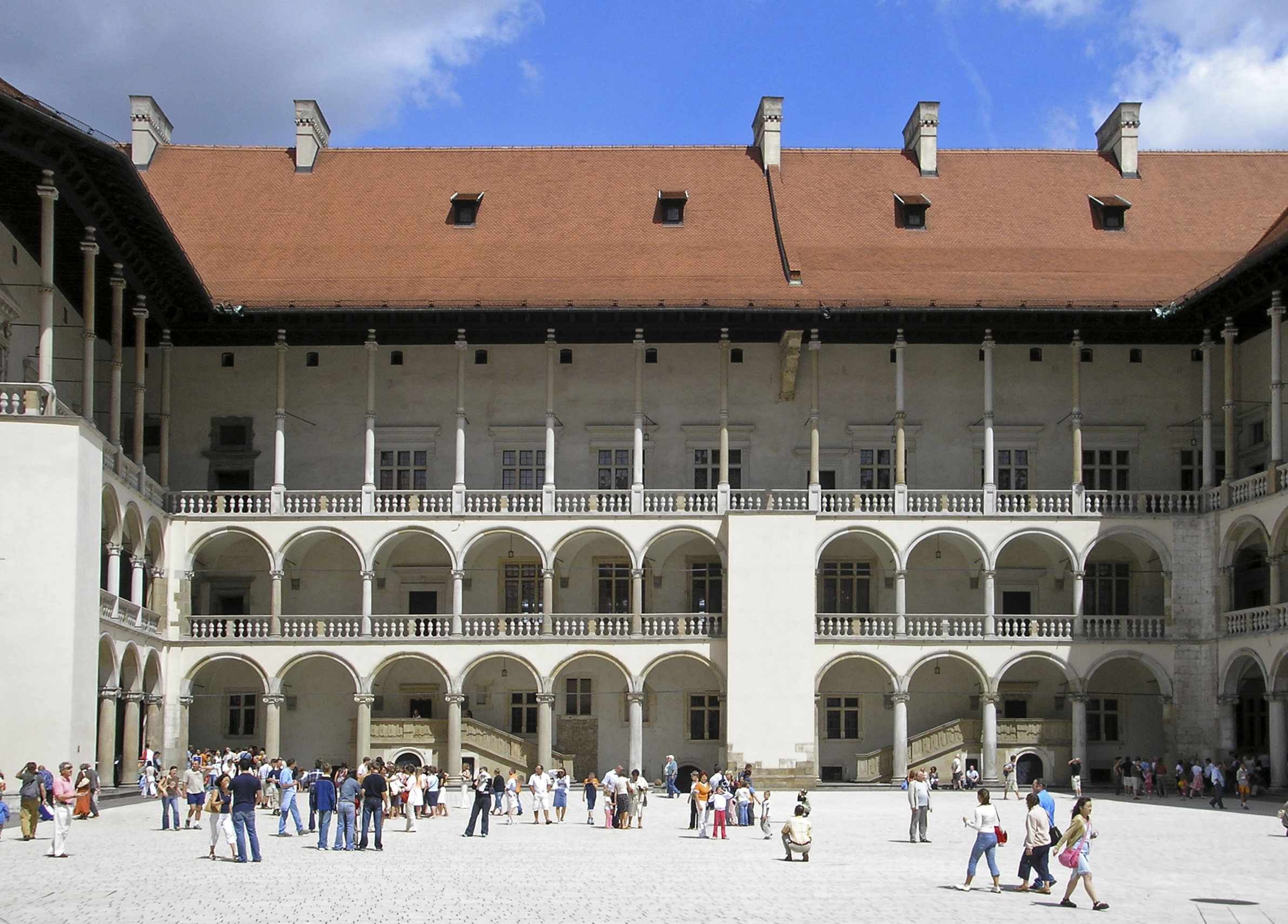
Польща
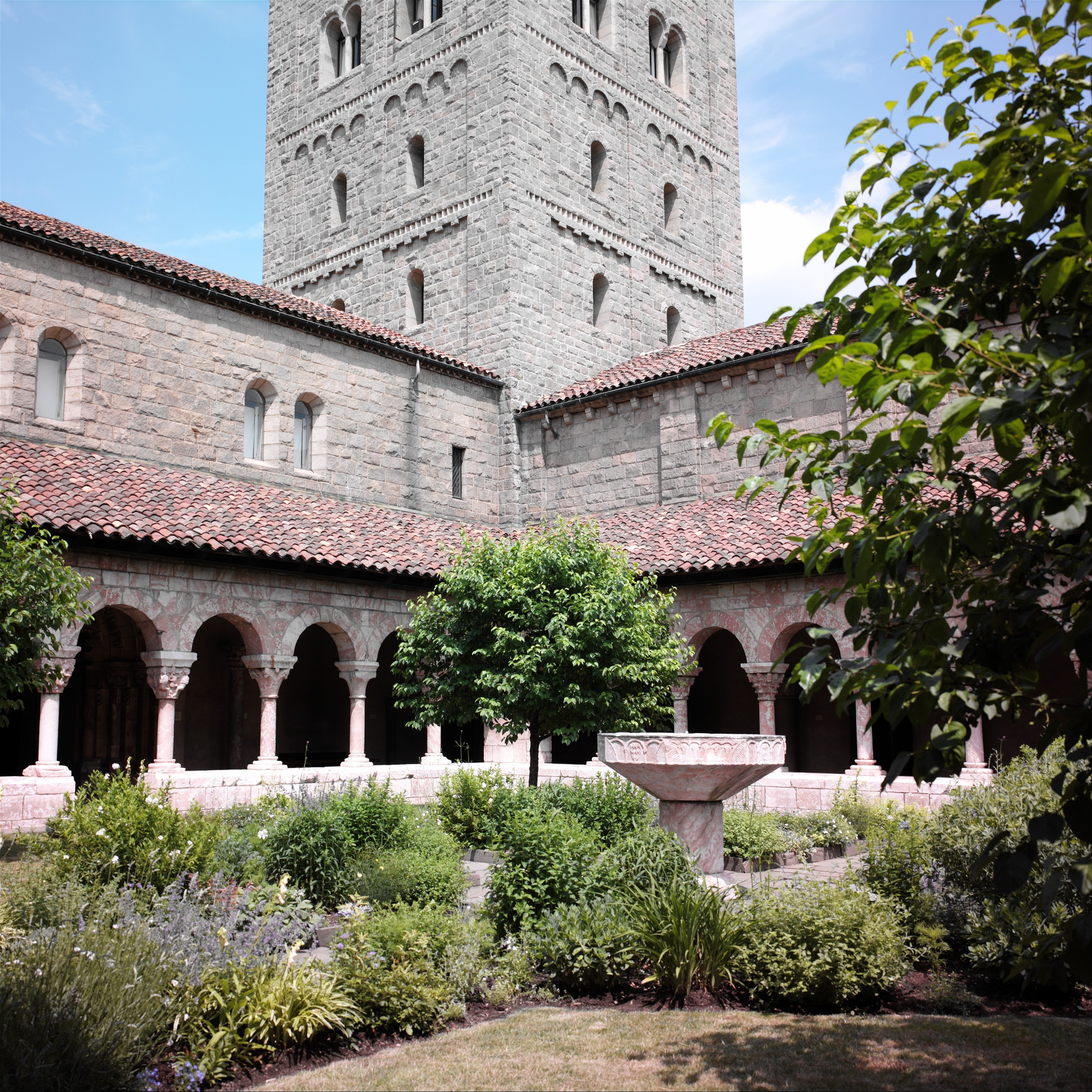
Клуатр Куша, Канігу, Піренеї, Франція
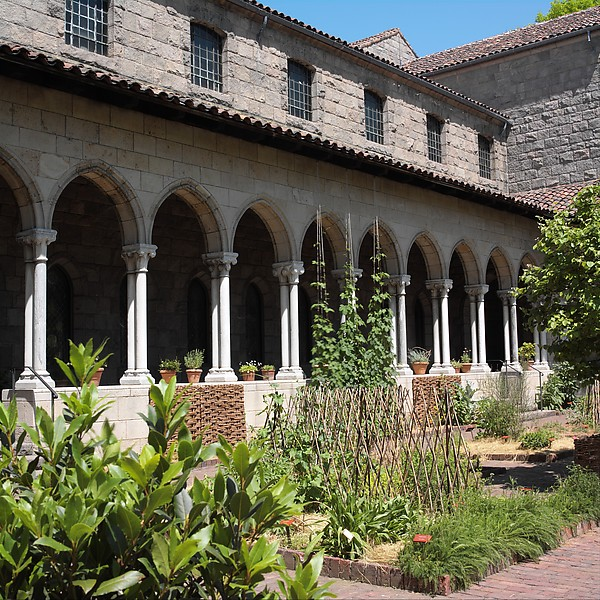
Клуатр Боннефонт, Піренеї, Франція